# تپه قیزلارقلعه‌سی
تپه قیزلار قلعه سی مربوط به سده‌های میانه دوران‌های تاریخی پس از اسلام است و در شهرستان ایجرود، بخش مرکزی، دهستان گلابر، ۱۷۳۰ متری شرق روستای قره داغ واقع شده و این اثر در تاریخ ۱۵ دی ۱۳۸۷ با شمارهٔ ثبت ۲۴۰۷۷ به‌عنوان یکی از آثار ملی ایران به ثبت رسیده است. متاسفانه در چندین سال اخیر به علت پیدا کردن اجسام تاریخی و با ارزش مقدار زیادی از این قلعه به دست سود جویان تخریب شده است.